# 걸프 에어의 운항 노선
아래는 걸프 에어의 취항지 목록이다.

## 운항 노선

### 아시아

#### 동아시아
- 중화인민공화국
  - 광저우 - 광저우 바이윈 국제공항
  - 상하이 - 상하이 푸둥 국제공항

#### 동남아시아
- 싱가포르
  - 싱가포르 - 싱가포르 창이 국제공항
- 태국
  - 방콕 - 수완나품 국제공항
- 필리핀
  - 마닐라 - 니노이 아키노 국제공항

#### 남아시아
- 몰디브
  - 말레 - 벨라나 국제공항
- 방글라데시
  - 다카 - 샤잘랄 국제공항
- 스리랑카
  - 콜롬보 - 반다라나이케 국제공항
- 인도
  - 델리 - 인디라 간디 국제공항
  - 고아 - 다볼림 국제공항
  - 뭄바이 - 차트라파티 시바지 국제공항
  - 벵갈루루 - 켐페고우다 국제공항
  - 첸나이 - 첸나이 국제공항
  - 코치 - 코친 국제공항
  - 트리반드룸 - 트리반드룸 국제공항
  - 하이데라바드 - 라지브 간디 국제공항

#### 서남아시아
- 바레인
  - 마나마 - 바레인 국제공항 허브
- 사우디아라비아
  - 리야드 - 킹 칼리드 국제공항
  - 담맘 - 킹 파드 국제공항
  - 메디나 - 프린스 모하메드 빈 압둘아지즈 국제공항
  - 부라이다 - 프린스 나이프 빈 압둘아지즈 공항
  - 알울라 - 프린스 압둘 마지드 빈 압둘아지즈 국제공항
  - 제다 - 킹 압둘아지즈 국제공항
- 아랍에미리트
  - 아부다비 - 아부다비 국제공항
  - 두바이 - 두바이 국제공항
- 오만
  - 무스카트 - 무스카트 국제공항
  - 살랄라 - 살랄라 국제공항 계절편
- 요르단
  - 암만 - 퀸 알리아 국제공항
- 이라크
  - 바그다드 - 바그다드 국제공항
  - 나자프 - 알 나자프 국제공항
- 이스라엘
  - 텔아비브 - 벤구리온 국제공항
- 카타르
  - 도하 - 하마드 국제공항[1]
- 쿠웨이트
  - 쿠웨이트 시티 - 쿠웨이트 국제공항
- 파키스탄
  - 이슬라마바드 - 이슬라마바드 국제공항
  - 라호르 - 알라마 이크발 국제공항
  - 카라치 - 진나 국제공항

#### 중앙아시아
- 아제르바이잔
  - 바쿠 - 헤이다르 알리예프 국제공항

### 아프리카

#### 동아프리카
- 수단
  - 하르툼 - 하르툼 국제공항
- 우간다
  - 엔테베 - 엔테베 국제공항
- 케냐
  - 나이로비 - 조모 케냐타 국제공항

#### 북아프리카
- 모로코
  - 카사블랑카 - 모하메드 V 국제공항
- 이집트
  - 카이로 - 카이로 국제공항
  - 샤름엘셰이크 - 샤름엘셰이크 국제공항 계절편
  - 알렉산드리아 - 보르그엘아랍 국제공항 계절편

### 유럽

#### 서유럽
- 영국
  - 런던
    - 런던 히드로 국제공항
    - 런던 개트윅 국제공항

  - 맨체스터 - 맨체스터 공항
- 프랑스
  - 파리 - 파리 샤를 드 골 국제공항
- 독일
  - 뮌헨 - 뮌헨 국제공항
  - 프랑크푸르트 - 프랑크푸르트 국제공항

#### 중유럽
- 스위스
  - 제네바 - 제네바 국제공항 계절편

#### 남유럽
- 그리스
  - 아테네 - 아테네 국제공항
  - 로도스 - 로도스 국제공항 계절편
  - 미키노스 - 미키노스 국제공항 계절편
  - 산토리니 - 산토리니 국제공항 계절편
- 스페인
  - 말라가 - 말라가 공항 계절편
- 이탈리아
  - 로마 - 레오나르도 다 빈치 국제공항
  - 밀라노 - 밀라노 말펜사 국제공항
- 키프로스
  - 라르나카 - 라르나카 국제공항
- 튀르키예
  - 밀라스 - 밀라스 보드룸 공항
  - 이스탄불 - 이스탄불 아르나부코이 국제공항
  - 트라브존 - 트라브존 공항 계절편

#### 동유럽
- 러시아
  - 모스크바 - 도모데도보 국제공항
  - 소치 - 소치 국제공항 계절편
- 보스니아 헤르체고비나
  - 사라예보 - 사라예보 국제공항 계절편

### 아메리카

#### 북아메리카
- 미국
  - 뉴욕 - 존 F. 케네디 국제공항 - (2025년 10월 1일 재취항)[2]

## 단항 노선

### 아시아

#### 동아시아
- 홍콩
  - 홍콩 - 홍콩 첵랍콕 국제공항
  - 홍콩 - 홍콩 카이탁 국제공항

#### 동남아시아
- 말레이시아
  - 쿠알라룸푸르 - 쿠알라룸푸르 국제공항
- 인도네시아
  - 자카르타 - 수카르노 하타 국제공항
- 태국
  - 치앙마이 - 치앙마이 국제공항
- 필리핀
  - 세부 - 막탄 세부 국제공항

#### 남아시아
- 네팔
  - 카트만두 - 트리부반 국제공항
- 인도
  - 코지코데 - 칼리커트 국제공항
  - 콜카타 - 네타지 수바스 찬드라 보스 국제공항

#### 서남아시아
- 레바논
  - 베이루트 - 베이루트 국제공항
- 사우디아라비아
  - 타이프 - 타이프 국제공항
- 시리아
  - 다마스쿠스 - 다마스쿠스 국제공항
- 아랍에미리트
  - 두바이 - 알막툼 국제공항
  - 라스알카이마 - 라스알카이마 국제공항
  - 샤르자 - 샤르자 국제공항
  - 알아인 - 알아인 국제공항
  - 푸자이라 - 푸자이라 국제공항
- 아프가니스탄
  - 카불 - 카불 국제공항
- 예멘
  - 사나 - 사나 국제공항
  - 아덴 - 아덴 국제공항
- 이란
  - 테헤란 - 테헤란 이맘 호메이니 국제공항
  - 마슈하드 - 마슈하드 국제공항
  - 쉬라즈 - 쉬라즈 국제공항
  - 이스파한 - 이스파한 국제공항
- 이라크
  - 바스라 - 바스라 국제공항
  - 아르빌 - 아르빌 국제공항
- 파키스탄
  - 이슬라마바드 - 베나지르 부토 국제공항

### 아프리카

#### 남아프리카
- 남아프리카 공화국
  - 더반 - 더반 국제공항
  - 요하네스버그 - OR 탐보 국제공항
- 탄자니아
  - 다르에스살람 - 줄리어스 니에레레 국제공항
  - 잔지바르 - 잔지바르 국제공항

#### 동아프리카
- 에티오피아
  - 아디스아바바 - 볼레 국제공항

### 유럽

#### 서유럽
- 영국
  - 맨체스터 - 맨체스터 공항
- 아일랜드
  - 더블린 - 더블린 공항
- 네덜란드
  - 암스테르담 - 암스테르담 스키폴 국제공항

#### 중유럽
- 스위스
  - 취리히 - 취리히 국제공항

#### 남유럽
- 튀르키예
  - 이스탄불 - 이스탄불 아타튀르크 국제공항

#### 북유럽
- 덴마크
  - 코펜하겐 - 코펜하겐 카스트럽 국제공항

### 아메리카

#### 북아메리카
- 미국
  - 휴스턴 - 조지 부시 인터콘티넨털 공항

### 오세아니아
- 오스트레일리아
  - 멜버른 - 멜버른 공항
  - 시드니 - 시드니 킹스포드 스미스 국제공항